# Enrico Sala
Enrico Sala (Milano, 18 luglio 1891 – Milano, 3 agosto 1979) è stato un ciclista su strada italiano, professionista dal 1909 al 1930.

## Carriera
Corridore attivo negli anni 1910, partecipò undici volte al Giro d'Italia, concludendo per quattro volte tra i primi dieci. Ottenne il quarto posto (a squadre) nel Giro d'Italia del 1912 ed il quinto posto nel Giro d'Italia del 1914 e primo della classifica isolati. Ottenne un'unica vittoria fra i professionisti, proprio durante la Corsa Rosa: insieme ad altri 8 corridori, giunti ex æquo, si aggiudicò la tappa conclusiva del Giro d'Italia 1920. Ottenne anche piazzamenti prestigiosi, fra cui un quarto posto alla Milano-Sanremo 1910.

## Palmarès
- 1920 (individuale, una vittoria)

8ª tappa Giro d'Italia (Trieste > Milano)

### Altri successi
- 1914 (individuale, una vittoria)

Classifica isolati Giro d'Italia

## Piazzamenti

### Grandi Giri
- Giro d'Italia

1909: 8º
1910: ritirato
1911: 12º
1912: 4º (classifica a squadre)
1914: 5º
1919: 13º
1920: 8º
1921: 17º
1923: 29º
1924: 24º
- Tour de France

1912: ritirato (10ª tappa)
1921: 18º
1922: 23º
1924: 34º

### Classiche monumento
- Giro di Lombardia

1909: 46º
1911: 36º
1912: 30º
1914: 22º
- Milano-Sanremo

1910: 4º
1911: 23º
1912: 43º
1913: 29º
1914: 33º
1921: 28º
1922: 19º